# Juan Pablo Villarroel
Juan Pablo Villarroel Di Parsia (Caracas, Venezuela; 13 de septiembre de 1991) es un futbolista venezolano que juega como defensa y actualmente se encuentra sin equipo. 
Debutó en el fútbol profesional en el Apertura 2009 y en esa primera temporada llegó a jugar 13 encuentros sumando los del Clausura. En el pasado Apertura jugó 10 encuentros, pero está consolidado en su posición. Es uno de los jugadores juveniles que ya debutó en la selección absoluta durante 2010 en los partidos ante la selección de Aruba y el equipo Britannia en la misma gira. En la Sub-20 le corresponde ser el segundo capitán. 

## Clubes
| Club             | País      | Año           |
| ---------------- | --------- | ------------- |
| Deportivo Petare | Venezuela | 2009-presente |

- Datos: Q5951881